# (8976) Leucura
(8976) Leucura (4221 T-2) – planetoida z pasa głównego asteroid okrążająca Słońce w ciągu 5,44 lat w średniej odległości 3,09 au. Odkryta 29 września 1973 roku.